# Vlag van Chungcheongnam-do

Vlag van Chungcheongnam-do

De vlag van Chungcheongnam-do bestaat uit een witte achtergrond waarop het provincielogo is afgebeeld. De vlag is in huidige vorm sinds 2012 in gebruik.
Sinds de oudheid is de boom een symbool van harmonie en saamhorigheid, overvloed en vrede, geluk en toekomst, geloof en communicatie, en een vertrouwde plek voor buren om genegenheid en hoffelijkheid te delen. Het voorouders konden een gelukkig leven leiden door samen te komen en met elkaar te communiceren onder de boom. Daarom hebben de provincie Chungcheongnam-do een prachtige boom gemaakt om een gelukkige provincie te wensen voor een leven waarin de mensen van Chungnam-do centraal staan. Elk blad van de boom is een tekstballon die staat voor het harmonieus samenleven, de harmonie en de communicatie van de inwoners, en die de vrede, het geluk, de vrije tijd en de zachtheid van de mensen van de provincie uitdrukt. Blauw staat voor de oprechtheid, het geloof en de hoop van de inwoners, rood voor de vrije tijd en het delen van liefde van de inwoners, oranje voor de energie van de inwoners, paars voor de adel van de inwoners en groen voor het leven en de hoop van de inwoners. Door de afzonderlijke kleuren waaruit de bladeren bestaan te mengen, ontstaat een achromatische kleur, terwijl de boomstam grijs is om de wil van Chungcheongnam-do weer te geven om eerlijk naar al zijn burgers te luisteren zonder partij te kiezen. De grijze kleur staat voor de eerlijkheid en onpartijdigheid van de inwoners.

## Eerdere vlaggen
De eerste vlag werd op 1962 aangenomen, en bestaat uit een witte achtergrond waarop het blauwe embleem is afgebeeld. Het embleem bestaat uit een vogel die een liniaal draagt, symbool voor de gemotiveerde wederopbouw en de krachtige opmars van de economische ontwikkeling.
De tweede vlag werd op 1998 aangenomen, en toont een oud provincielogo op een witte achtergrond. Het logo drukt de dynamiek van de provincie uit en de naam Chungcheongnam-do staat zowel in het Koreaanse Hangul als in het Latijns schrift op de vlag.

Eerste vlag (1962-1998)
Tweede vlag (1998-2012)